# تايلر رودي
تايلر رودي (بالإنجليزية: Tyler Rudy)‏ (29 سبتمبر 1993 في الولايات المتحدة - ) هو لاعب كرة قدم أمريكي في مركز الوسط. لعب مع نيو إنجلاند ريفولوشن وRochester Rhinos ‏ وPittsburgh Riverhounds U23 ‏ وPuerto Rico FC ‏.

## وصلات خارجية
- تايلر رودي على موقع الدوري الأمريكي (الإنجليزية)
- تايلر رودي على موقع قاعدة بيانات كرة القدم.إي يو (الإنجليزية)
- تايلر رودي على موقع AS.com (الإسبانية)